# 函館大学付属柏稜高等学校
函館大学付属柏稜高等学校（はこだてだいがくふぞくはくりょうこうとうがっこう）は、北海道函館市柏木町にある私立高等学校。略称は「函館大柏稜」、「函大柏稜（かんだいはくりょう）」。

## 概要
函館市内では唯一の商業科私立高等学校で商業教育に力を注いできて、普通科でも情報科授業を3年間で6単位履修するなど情報科目の教育に力を注いできた。
また、普通科でも情報科授業を3年間で6単位履修するなど情報科目の教育に力を入れている。

## 沿革
- 1957年4月 - 函館有斗高等学校女子商業部として開校。
- 1959年4月 - 函館女子商業高等学校となる。12月に校旗制定。
- 1960年2月 - 初代校歌制定。
- 1988年4月 - 函館大学付属女子商業高等学校と改称。
- 1990年4月 - 函館大学付属女子高等学校と改称。
- 1993年4月 - 普通科設置。
- 1997年4月 - 男女共学移行に伴い、函館大学付属柏稜高等学校（現校名）と改称。7月に創立40周年と同時に新校歌制定。
- 2010年4月 - 普通科特別進学コースを募集停止、普通科一般コースを普通科総合進学コースに再編。

## 部活動
- 運動部
  - 野球部
  - サッカー部
  - 男子バスケットボール部
  - 女子バスケットボール部 - インターハイに4回・国体に7回・ウインターカップに1回出場。
  - 男子ハンドボール部
  - 女子ハンドボール部
  - バドミントン部
  - バレーボール部
  - テニス部
  - 弓道部
  - 卓球部
  - チアリーディング部
- 文化部
  - 吹奏楽部
  - 情報処理部
  - 書道部
  - 美術部
  - 社会福祉部
  - ESS部
  - 理科研究部

## 著名な出身者

### プロレスラー
- 永友香奈子 - オペロン同盟

### バスケットボール選手
- 矢農友里恵 - トヨタ自動車アンテロープス
- 小山田舞 - トヨタ紡織サンシャインラビッツ

## 系列校
- 函館大学
- 函館短期大学
- 函館大学付属有斗高等学校
- 函館短期大学付属幼稚園
- 函館短期大学付属調理製菓専門学校
- 函館歯科衛生士専門学校
- 函館看護専門学校
- 函館自動車学校
- 函館美原児童館
- 函館昭和児童館
- 函館神山児童館

### 交通アクセス
- 市電「柏木町」電停下車、徒歩約3分。
- 函館バス「柏木町」バス停下車、徒歩約3分。